# Saionji Saneuji
Saionji Saneuji (西園寺実氏; 1194 – 7 luglio 1269) è stato un poeta giapponese waka del primo periodo Kamakura.
Suo padre era il jusangō Saionji Kintsune. Ebbe come figli l'udaijin Saionji Kinmoto e il daijō-daijin Saionji Kinsuke. È considerato uno dei Trentasei nuovi immortali della poesia (新三十六歌仙, Shinsanjūrokkasen).

## Biografia
Ha ricevuto il titolo di nobile nel 1197 e quello di jusanmi e Sangi nel 1211. Nel 1218 fu nominato gonchūnagon e assunse l'ufficio amministrativo di Emonfu, nel Tōgūhō e nel Kōgōgūshoku. Noto come nobile di corte nel Kamakura bakufu (governo feudale giapponese guidato da uno shōgun), durante la guerra Jōkyū nel 1221, fu posto agli arresti domiciliari insieme a suo padre per ordine dell'imperatore in pensione Go-Toba. Nel 1224, è stato nominato Gondainagon e nel 1230, chūgū Daibu. Nel 1231 è stato promosso naidaijin, nel 1235 udaijin e nel 1236 ha conseguito il titolo di juichii.
Nel 1242, con il matrimonio di una delle sue figlie, Saionji Kitsushi, come imperatrice Chūgū dell'Imperatore Go-Saga, si assicurò il potere all'interno della famiglia imperiale giapponese. I futuri imperatori Go-Fukakusa e Kameyama sono suoi nipoti. Fu nominato daijō-daijin nel 1246 e membro del kantō Mōshitsugi, un organo di collegamento tra la Corte Imperiale e lo shogunato Kamakura.
Nel 1257, un'altra figlia di Saneuji, Saionji Nijo (Higashi Nijō In), sposò l'imperatore Go-Fukakusa come imperatrice Chūgū. Nel 1260, Saneuji divenne un monaco buddista e prese il nome di Kūkan (実 空). Morì nove anni dopo, all'età di 76 anni.

## Opera poetica
Come poeta waka, partecipa attivamente ai circoli poetici sponsorizzati dagli imperatori Go-Toba e Juntoku. Ha preso parte a diversi uta-awase (concorso waka) nel 1215, 1216, 1217, 1219, 1220, 1232, 1248 e 1261. Un totale di 245 suoi poemi sono inclusi in varie antologie imperiali, tra gli altri lo Shinchokusen Wakashū (17 poesie), lo Shokugosen Wakashū e lo Shokukokin Wakashū.